# Yamaha SG-series
Yamaha SG-series — это серия электрогитар, представленная компанией Yamaha Corporation в 1966 году.
Компания Yamaha разработала серию SG с целью создать идеальную электрогитару. Конструкция гитар данной серии принципиально не отличается от конструкций современных высококлассных гитар, но при этом каждая деталь была пересмотрена и тщательно переработана. Изменениям подверглись не только конструкция корпуса и грифа, но также звукосниматели и бридж. Фактически, оригинальной разработкой можно считать всё - от электрической схемы до держателей ремня. Многие детали конструкции, которые сейчас в любой гитаре воспринимаются как стандартные, были первоначально разработаны для гитар серии SG. Первые гитары этой серии были выпущены в 1974 году и тех пор периодически подвергаются модификациям, совершенствуясь под влиянием предпочтений современных музыкантов.
Кроме Yamaha, с 1970-х годов изготовлением копий американских гитар Fender и Gibson занимались и другие японские компании - Fernandes/Burny, Tokai, Greco. Гитары этих компаний годов до сих пор появляются на аукционах.

## История
Первой гитарой серии была SG-2. Ничем особенным она не отличалась. Это была попытка составить конкуренцию гитаре Fender Telecaster, однако успехом она не увенчалась. В 1967 году были выпущены следующие две модели: SG-5 и SG-5A. Они интересны тем, что впоследствии именно с них были визуально скопированы советские электрогитары «УРАЛ». На протяжении следующих пяти лет, корпорация занималась экспериментированием с формами корпусов, все модели выпущенные в этот период (1967—1972 гг.) не имели большой популярности среди музыкантов. Но в 1973 году вышла ещё одна экспериментальная модель, Yamaha SG-30. Она, впрочем, как и многие предыдущие модели, имела довольно оригинальную форму корпуса, но в отличие от своих предшественников была сделана более симметрично и выглядела более классически. Именно эта форма корпуса используется во всех последующих моделях. Она стала такой же легендарной, как и формы типа «Les Paul», «Telecaster», «Stratocaster». Аббревиатура «SG» расшифровывается как «Solid Guitar» и переводится на русский как «Цельная гитара». Название серии было позаимствовано у популярной модели «Gibson SG».

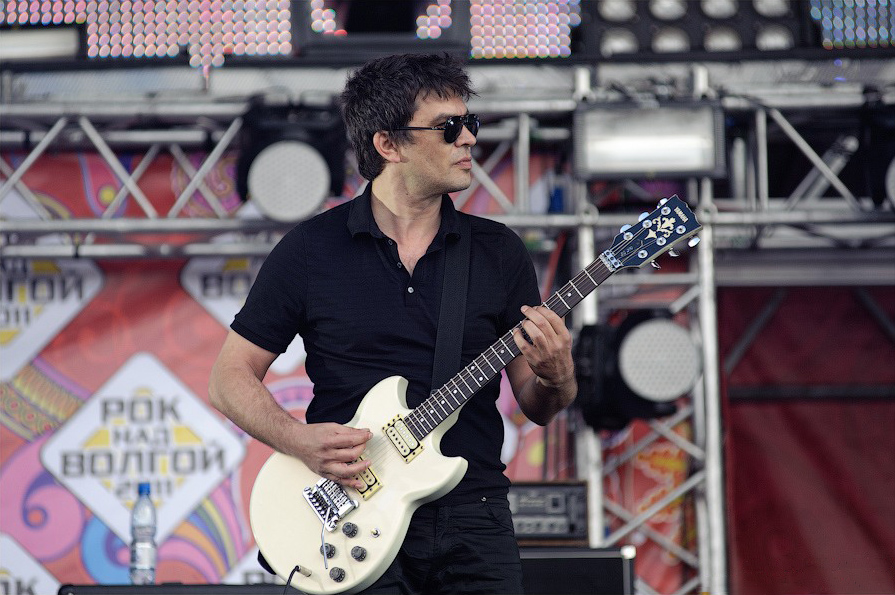
Юрий Каспарян играет на Yamaha SG-200

Модель Yamaha SG-200 цвета «Pearl White» является самой известной гитарой музыканта, участника группы «Кино» Юрия Каспаряна.